# Суррогатное материнство в России
Суррогатное материнство в России — вынашивание и рождение ребёнка по договору, заключаемому с другим лицом или лицами, которые станут родителями ребёнка после его рождения.
В Российской Федерации использование суррогатного материнства регламентируется Семейным кодексом, Федеральным законодательством и рядом подзаконных актов (см. ниже). В ряде случаев использование суррогатного материнства может быть совмещено с использованием донорской спермы или донорских яйцеклеток, в этом случае у рождённого ребёнка будет оформлен только один родитель. На территории РФ законодательно запрещено (Федеральным законом от 21.11.2011 N 323-ФЗ (ред. от 11.06.2022, с изм. от 13.07.2022) «Об основах охраны здоровья граждан в Российской Федерации» (с изм. и доп., вступ. в силу с 29.06.2022) Статья 55) донору ооцитов быть суррогатной матерью в рамках одной лечебной программы (другими словами, генетическая мать не может быть одновременно и суррогатной матерью).
В 1995 году в Санкт-Петербургском НИИ акушерства, гинекологии и репродуктологии имени Д. О. Отта была реализована первая программа гестационного суррогатного материнства. Правовые основания для суррогатного материнства появились в 2011—2013 годах, когда были приняты и вступили в силу соответствующий приказ Минздрава и Федеральный закон.
По оценкам, Россия и США являются лидерами на рынке по предоставлению услуг суррогатного материнства (следующими странами являются Украина и Грузия). Объём рынка сложно поддаётся оценке, но по данным Европейского центра суррогатного материнства, на 2018 год в России он составил не менее 22 тыс. детей, и на это время ежегодный рост составлял 20 %.

## Определение термина
Определение в Федеральном законе РФ от 21 ноября 2011 г. № 323-ФЗ «Об основах охраны здоровья граждан в Российской Федерации», в соответствии с пунктом 9 статьи 55 которого, «Суррогатное материнство представляет собой вынашивание и рождение ребёнка (в том числе преждевременные роды) по договору, заключаемому между суррогатной матерью (женщиной, вынашивающей плод после переноса донорского эмбриона) и потенциальными родителями, чьи половые клетки использовались для оплодотворения, либо одинокой женщиной, для которых вынашивание и рождение ребёнка невозможно по медицинским показаниям».
Иногда о суррогатном материнстве говорят в случае искусственного оплодотворения женщины спермой мужчины с последующей передачей родившегося ребёнка этому мужчине и его жене (если он женат). В таком случае суррогатная мать является и генетической матерью ребёнка. Однако в Российской Федерации с 1 января 2012 г. подобная практика запрещена («Суррогатная мать не может быть одновременно донором яйцеклетки»).

## Правовое регулирование
В России суррогатное материнство регламентируется следующими законодательными актами и нормативными документами:
- абз. 2 п. 4 ст. 51, п. 3 ст. 52 Семейного кодекса РФ[6];
- п.п. 3, 9 и 10 ст. 55 Федерального закона от 21.11.2011 № 323-ФЗ «Об основах охраны здоровья граждан в Российской Федерации»[2];
- п. 5 ст. 16 Федерального закона «Об актах гражданского состояния» от 15.11.1997 № 143-ФЗ[7];
- п.п. 70—75 приказа Министерства здравоохранения РФ от 31 июля 2020 г. № 803н «О порядке использования вспомогательных репродуктивных технологий, противопоказаниях и ограничениях к их применению»[8].

В соответствии с частью 10 статьи 55 ФЗ «Об основах охраны здоровья граждан в Российской Федерации», суррогатной матерью может стать женщина в возрасте от 20 до 35 лет, родившая, как минимум, одного здорового ребёнка и не имеющая медицинских противопоказаний. Состоящая в браке женщина также должна получить согласие своего супруга на то, чтобы стать суррогатной матерью.
Для регистрации ребёнка (детей), рождённого суррогатной матерью, родители должны предоставить в органы ЗАГС следующие документы:
- медицинское свидетельство о рождении;
- согласие суррогатной матери;
- справку из клиники ЭКО о том, кто является биологическими родителями ребёнка.

Право на отпуск по беременности и родам с получением пособия по обязательному социальному страхованию у суррогатных матерей отсутствует.
По состоянию на 2018 год продолжалась работа над законопроектом по суррогатному материнству, который должен устранить ряд нестыковок применения технологии с правилами ЗАГС и Семейным кодексом.
19 декабря 2022 года президент России В. В. Путин подписал ФЗ «О внесении изменений в отдельные законодательные акты Российской Федерации», который внес изменения в нормативно-правовое регулирование суррогатного материнства.
Важный юридический момент: лица, состоящие в браке между собой и давшие свое согласие в письменной форме на имплантацию эмбриона другой женщине в целях его вынашивания, могут быть записаны родителями ребёнка только с согласия женщины, родившей ребёнка (суррогатной матери).

### Ограничения
В 2015 году сенатор Елена Мизулина предложила запретить суррогатное материнство на коммерческой основе, приравняв его к торговле людьми. Согласно словам Е. Мизулиной, организаторы подобных сделок должны получать уголовное наказание.
8 декабря 2022 года Reuters сообщил, что нижняя палата российского парламента в приняла во втором и третьем чтениях законопроект, запрещающий иностранцам использовать российских суррогатных матерей. Дополнительно, согласно закону, ребёнок, рождённый суррогатной матерью в России, автоматически получит российское гражданство. Пары, в которых один из супругов является гражданином России, по-прежнему смогут использовать российских суррогатных матерей. Спикер Госдумы Вячеслав Володин заявил, что решение о запрете суррогатного материнства в России было принято в целях защиты российских детей.
14 декабря 2022 года Совет Федерации также одобрил закон о запрете на услуги суррогатных матерей из России. 141 сенатор поддержал законопроект, один воздержался. По информации которую приводит один из авторов законопроекта — Анна Кузнецова, законопроект позволит сэкономить бюджету 14 млрд рублей.
Кроме этого, закон запрещает пользоваться услугами суррогатной матери одиноким мужчинам-гражданам России, но разрешает одиноким женщинам гражданам России воспользоваться услугами суррогатной матери.. 19 декабря 2022 года закон был подписан президентом России В. В. Путиным.

### «Белые пятна» в законодательстве России
Ошибочно считать, что услугами суррогатной матери в России может воспользоваться только супружеская пара. Действующее законодательство не предусматривает каких-либо запретов или ограничений по признаку супружеского статуса или пола при реализации программ суррогатного материнства.
Закон не запрещает регистрацию детей, родившихся у одиноких женщин и мужчин с помощью вспомогательных репродуктивных технологий, включая и суррогатное материнство, а только регулирует порядок регистрации детей, родившихся вследствие реализации программы суррогатного материнства у лиц, состоящих в браке (п. 4, ст. 51 СК РФ), устанавливая в качестве единственного условия такой регистрации получение предварительного согласия суррогатной матери.
Ссылки на п. 7 приказа Минздрава РФ от 26.02.2003 года № 67 «О применении вспомогательных репродуктивных технологий (ВРТ) в терапии женского и мужского бесплодия» несостоятельны, так как первый абзац упомянутого пункта прямо указывает на то, что правовые аспекты суррогатного материнства определены иными нормами действующего законодательства, то есть данный документ не регулирует никакие правовые вопросы, связанные с суррогатным материнством.
По данным академика РАМН Г. Т. Сухих, «вспомогательными репродуктивными технологиями в России занимаются 229 специализированных государственных и частных медцентров».

### Судебные прецеденты

#### Дело Натальи Горской
Ответ на вопрос, могут или нет одинокие люди воспользоваться услугами суррогатных матерей для продолжения рода, дала судебная практика. В своём ставшем прецедентным решении по делу Натальи Горской Калининский районный суд Санкт-Петербурга указал, что, в соответствии со ст. 35 Основ законодательства РФ об охране здоровья граждан, одинокая женщина имеет равные с женщинами, состоящими в браке, права на реализацию функции материнства.
Судом было установлено, что в иных нормах, касающихся здравоохранения и планирования семьи, отсутствуют какие-либо запреты или ограничения относительно возможности для женщины, не состоящей в браке, реализовать себя как мать.
Суд указал, что пункт 4 ст. 51 Семейного кодекса РФ предусматривает только частный, один из нескольких возможных случаев — случай регистрации рождения ребёнка, родившегося в результате реализации программы суррогатного материнства для лиц, состоящих в браке, отметив, что органы ЗАГС ошибочно применяют данную частную норму (п. 4 ст. 51 СК РФ) как общую, делая из неё вывод о невозможности участия в программе суррогатного материнства для женщины, не состоящей в зарегистрированном браке. Суд отметил, что такое истолкование законодательства нарушает права граждан, установленные ст. 38, 45, 55 действующей Конституции Российской Федерации.
Суд указал на то, что заявление суррогатной матери лишь подтверждает, что она сама не претендует на то, чтобы быть зарегистрированной матерью ребёнка, рождённого в результате программы суррогатного материнства. К гарантии прав суррогатной матери и сводится абзац 2 п. 4 ст. 51 Семейного кодекса.
Суд посчитал отказ органов ЗАГС в регистрации рождения ребёнка у заявителя в результате применения суррогатного материнства по правилам, установленным для регистрации рождения детей у одиноких матерей, не соответствующим приведённым выше нормам закона и подлежащим отмене. Горская стала первой российской женщиной, отстоявшей своё право на материнство через суд.
В ноябре 2009 года аналогичное решение по идентичному делу вынес в Москве Кунцевский районный суд. Московский суд вслед за петербургским указал, что «одинокая женщина имеет равные с женщинами, состоящими в браке, права на реализацию функции материнства».
После публикации в средствах массовой информации этих прецедентных судебных решений российские ЗАГСы начали регистрировать детей одиноких женщин, не дожидаясь судебных решений. Так, 13 января 2010 года отдел ЗАГС Великого Новгорода в день обращения зарегистрировал «суррогатного» ребёнка, родившегося у не состоящей в браке жительницы Новгородской области.

#### Дело Натальи Климовой
Однако сложности при регистрации «суррогатных» детей у одиноких женщин по-прежнему сохраняются. Если речь идёт о необычных репродуктивных программах (посмертная репродукция, сочетание суррогатного материнства с донорскими программами и пр.), трудности увеличиваются в геометрической прогрессии.
В своём решении по делу Натальи Климовой, которая стала «суррогатной» мамой-бабушкой ребёнка, зачатого после смерти своего сына, Смольнинский районный суд Санкт-Петербурга установил, что «действующее законодательство не содержит запрета на регистрацию ребёнка, рождённого в результате имплантации эмбриона другой женщине в целях его вынашивания, одинокой матерью данного ребёнка» и признал, что отказ не основан на законе и нарушает права и законные интересы не только истицы, но и новорожденного. Суд признал отказ в регистрации незаконным и обязал орган ЗАГС произвести государственную регистрацию рождения ребёнка с указанием в качестве матери Натальи Климовой, сведений об отце — по её указанию, обратив решение к немедленному исполнению.

#### Рождение «суррогатного» ребёнка у «одинокого» мужчины
Бабушкинский районный суд г. Москвы в августе 2010 года вынес первое — прецедентное для России — решение об обязании районного ЗАГСа зарегистрировать ребёнка, родившегося по программе гестационного суррогатного материнства с донорскими ооцитами для одинокого мужчины. В результате было получено первое в стране свидетельство о рождении «суррогатного» ребёнка у «одинокого» мужчины с прочерком в графе «мать».
В этом своём ставшем знаковым для всей страны решении суд установил, что в российском законодательстве «отсутствуют какие-либо запреты или ограничения относительно возможности для женщины или для мужчины, не состоящих в браке, реализовать себя как мать или отец с применением методов искусственной репродукции».
Впоследствии российскими судами были приняты ещё несколько фактически идентичных решений по аналогичным делам с участием «одиноких» родителей, как женщин, так и мужчин, например, решение Смольнинского районного суда г. С.-Петербурга по иску одинокого петербуржца, которому ЗАГС отказал в регистрации его «суррогатной» двойни.
Основанием для отказа также послужило семейное положение заявителя, а именно то, что он не состоял и не состоит в зарегистрированном браке. Ссылаясь на ч. 3 ст. 19 Конституции РФ, суд указал, что «действующее законодательство исходит из равенства прав женщин и мужчин. Не является исключением и право одиноких мужчин на рождение детей, создание семьи, в которую будут входить только дети и их отец». Суд однозначно установил, что «действующее законодательство не содержит запрета на регистрацию рождения ребёнка, рождённого в результате имплантации эмбриона другой женщине в целях его вынашивания, одинокой матерью или отцом данного ребёнка». Суд констатировал, что отказ в регистрации рождения ребёнка не основан на законе и нарушает права и законные интересы не только истца, но и его новорожденных детей.
Учитывая, что «действующее законодательство не регулирует вопрос установления отцовства и регистрации рождения детей, не имеющих матери, а имеющих только отца», суд счёл необходимым «использовать нормы действующего семейного законодательства по аналогии», особо указав на то, что, как сказано в решении суда, «отсутствие правовых норм не может являться основанием для умаления и нарушения прав и законных интересов детей и их отца». Отказ Отдела регистрации актов гражданского состояния в регистрации рождения первой в С.-Петербурге «суррогатной» двойни, родившейся у одинокого отца, был признан судом незаконным.
Российский закон не оговаривает ситуацию, которая может возникнуть в случае развода или смерти генетических родителей до рождения ребёнка.
Родители в любом случае должны быть вписаны в свидетельство о рождении своего «суррогатного» ребёнка. Вопрос о том, кто из родителей будет его воспитывать, должен решаться предусмотренным п. 2 ст. 66 Семейного Кодекса РФ соглашением об осуществлении родительских прав родителем, проживающим отдельно от ребёнка, или же в судебном порядке с участием органов опеки и попечительства.
В соответствии с Семейным Кодексом РФ (п. 4 ст. 51) заказчики могут быть записаны родителями ребёнка лишь с согласия женщины, его родившей (биологической матери).
Отозвать своё согласие после регистрации ребёнка суррогатная мать уже не вправе.
Самым известным отцом «одиночкой» в России является эстрадный певец Филипп Киркоров. У него при помощи суррогатной матери 26 ноября 2011 года родилась дочь Алла-Виктория, а 29 июня 2012 года — сын Мартин-Кристин. А также популярный певец Сергей Лазарев, у которого при помощи суррогатных матерей родились сын Никита и дочь Анна.

## Религия
Глава Духовного собрания мусульман России Крганов А. Р. утверждал, что ислам негативно относится «к суррогатному материнству с использованием третьей стороны». Тем не менее, многие другие российские авторитетные исламские богословы считают допустимым использование суррогатного материнства при выполнении определённых условий.
В «Основах социальной концепции» Русской православной церкви суррогатному материнству даётся следующая критическая оценка:
«Суррогатное материнство» травмирует как вынашивающую женщину, материнские чувства которой попираются, так и дитя, которое впоследствии может испытывать кризис самосознания…XII. Проблемы биоэтики
В 2013 и 2021 годах высказался против суррогатного материнства Патриарх Кирилл.
Главный раввин России Берл Лазар отмечал, что суррогатное материнство допустимо, только если нет иной возможности завести ребёнка.

В буддизме суррогатное материнство считается приемлемым. Заместитель главы буддийской традиционной сангхи России (дид хамбо-лама) Буда Бадмаев дал явлению следующую оценку: 
Если женщина согласна отдать ребёнка и моральная сторона вопроса её не волнует, то тогда суррогатное материнство возможно. Как вы знаете, буддизм лояльно относится ко всем процессам, которые происходят в обществе, каждый из них приносит и пользу, и вред в разной степени.